# Méru (Oise)
Méru je francouzská obec v departementu Oise v regionu Hauts-de-France. V roce 2010 zde žilo 13 269 obyvatel. Je centrem kantonu Méru.

## Vývoj počtu obyvatel
Počet obyvatel 